# Pierre-Joseph Le Groing de La Romagère
Le bienheureux Pierre-Joseph Le Groing de La Romagère est un prêtre catholique français né le 28 juin 1752 à Saint-Sauvier et mort le 26 juillet 1794 sur les pontons de Rochefort.

## Biographie
Pierre-Joseph Le Groing de La Romagère est le frère de Mathias Le Groing de La Romagère.
Ordonné prêtre, il devient archidiacre et vicaire général du diocèse de Bourges.
Il est béatifié par Jean-Paul II le 1er octobre 1995.

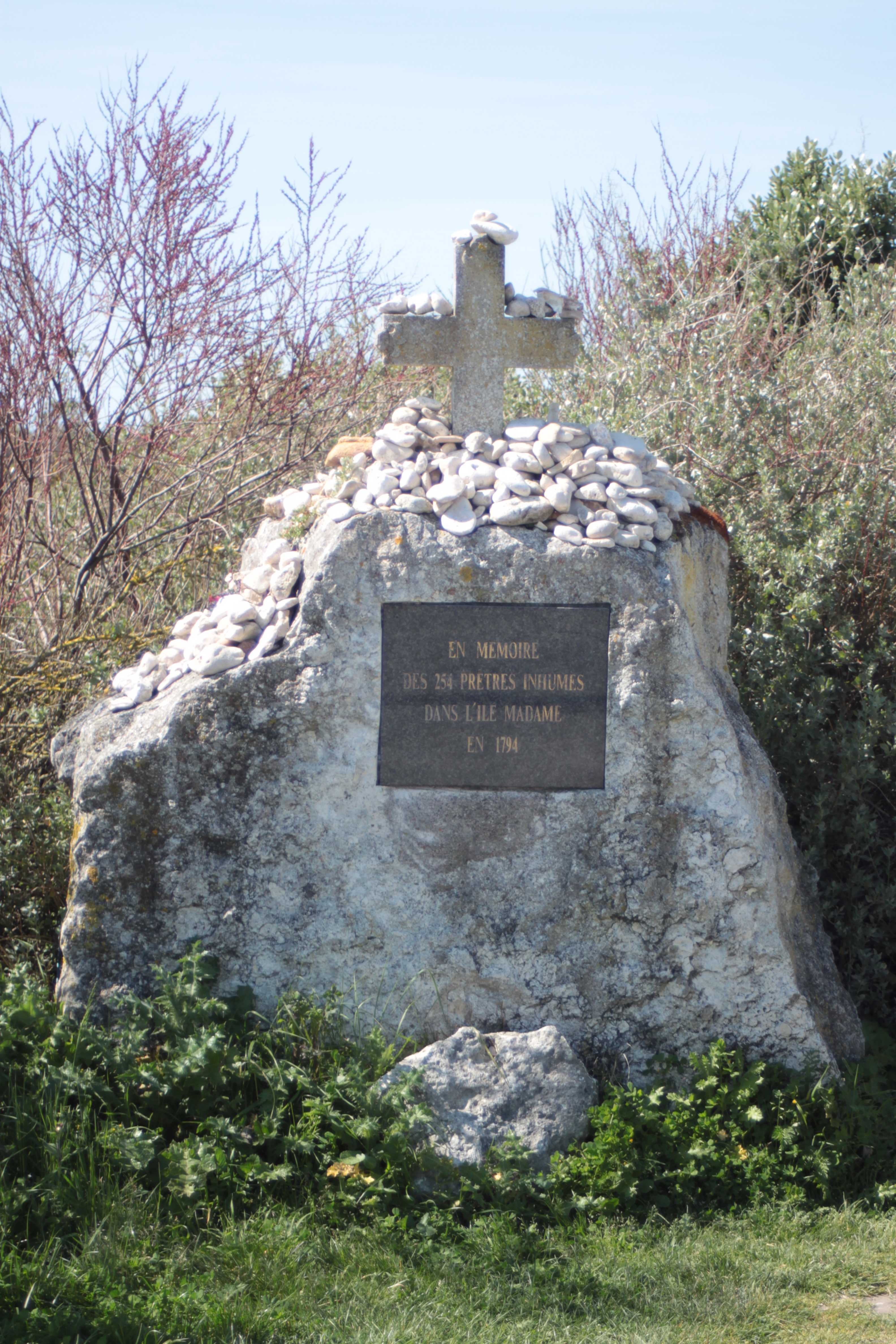
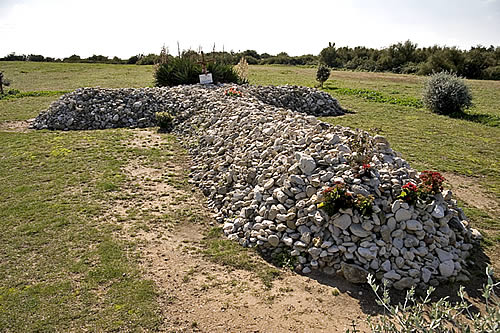

## Sources
- abbé Yves Blomme, Les Prêtres déportés sur les Pontons de Rochefort, Bordessoules, 1994